# タギング (コンピュータ)

Web 2.0を中心としたタグクラウドの例

タギング:132 :147（英: tagging）とは、コンピュータ上に存在するファイルなどにタグという目印を付けて整理する手法。HTMLタグなどを記述する行為をさすこともある。

## 概要
コンピュータを利用する上で、近年ではファイルとフォルダの単位を利用して情報を取り扱うのが難しくなってきている。これは従来の文章を主としたデータ以外に、記憶容量や通信能力・更にはデータ圧縮手法の向上により、映像や音声・更には動画の類いまでもをファイルの単位で扱えるようになったにもかかわらず、現在の所は文字情報以外の扱い易い検索手法が無いためである。
特に映像・音声・動画のいずれにあっても共通する一つの特徴に関して、これを検索し、自動的に評価して、利用者が望むであろう情報の順にソートして一覧を作成、提供する事は極めて難しい。例えば「イヌの中でもチワワに関するもの」といった場合では、まずコンピュータはその画像や音声に含まれる情報がチワワなのか柴犬なのかを見分けなければならないが、そのためにはコンピュータがまずチワワと柴犬を・またその違いを理解していなければ成らない。
現在では様々なアルゴリズムが試行錯誤されている段階だが、非常に時間が掛かったり、一定の誤差を含む事があり、まだまだ発展途上の域に在る。このための検索を支援する方法がタギング（タグ付け、アノテーション）である。
この場合、予め各々のファイルには、タグと呼ばれる付随情報（メタデータ）が用意されており、コンピュータはこのタグに記載された情報を参考に検索を行う。先の例に沿えば、タグの中に「チワワ」という単語を探せば良く、「動画・チワワと遊ぶ弟・2002年8月撮影」や「音声・お婆ちゃんの飼ってるチワワの声・2004年録音」・「画像・2000年度ドッグショー準優勝のチワワ」といった情報を、それこそインターネット上の膨大なファイルの中から見つけ出す事も可能であるとされる。
多数の人々がタギングを行うことでタグは自然淘汰されていく:150。こうもり問題をある程度解決することができる。

## 類似技術
ただこれらの見出しとなるタグには共通の仕様が必要となるため、今の所は普及していないが、音声ファイルであるMP3に実装されているID3タグでは、適切に関連情報が記入されていれば、たとえフォルダで丹念に分類していなくても、所定のアーティスト名やアルバム名、または発表年月日などから一定の属性を持つファイルを検索する事が可能である。
ただし、このID3タグは本文で言うタギングとは意味が異なる。タギングでは何をつけるかはユーザーまかせで全くのフリーだが、ID3タグは統語タグである。